# Círculo de Críticos de Cine del Área de la Bahía de San Francisco
El Círculo de Críticos de Cine del Área de la Bahía de San Francisco es una organización de críticos cinematográficos que opera en la ciudad de San Francisco, California, Estados Unidos, fundada en 2002. Anualmente lleva a cabo una gala de premios en reconocimiento a las mejores producciones cinematográficas del año.
Entre sus miembros se encuentran periodistas de medios como San Francisco Chronicle, San Jose Mercury News, Oakland Tribune, Contra Costa Times, San Francisco Bay Guardian, SF Weekly, East Bay Express, San Jose Metro, Palo Alto Weekly, Sonoma Index-Tribune, The San Francisco Examiner, KRON-TV, Variety, Bleeding Cool, CultureVulture.net, Splicedwire.com y CombustibleCelluloid.com.

## Categorías premiadas
- Mejor actor
- Mejor actor
- Mejor actriz
- Mejor fotografía
- Mejor director
- Mejor película documental
- Mejor película
- Mejor película en lengua extranjera
- Mejor película de animación
- Mejor actor de reparto
- Mejor actriz de reparto
- Mejor guion adaptado (desde 2006)
- Mejor guion original (desde 2006)
- Mejor guion (entre 2004 y 2005)

## Producciones con mayor cantidad de premios
- 6 premios:

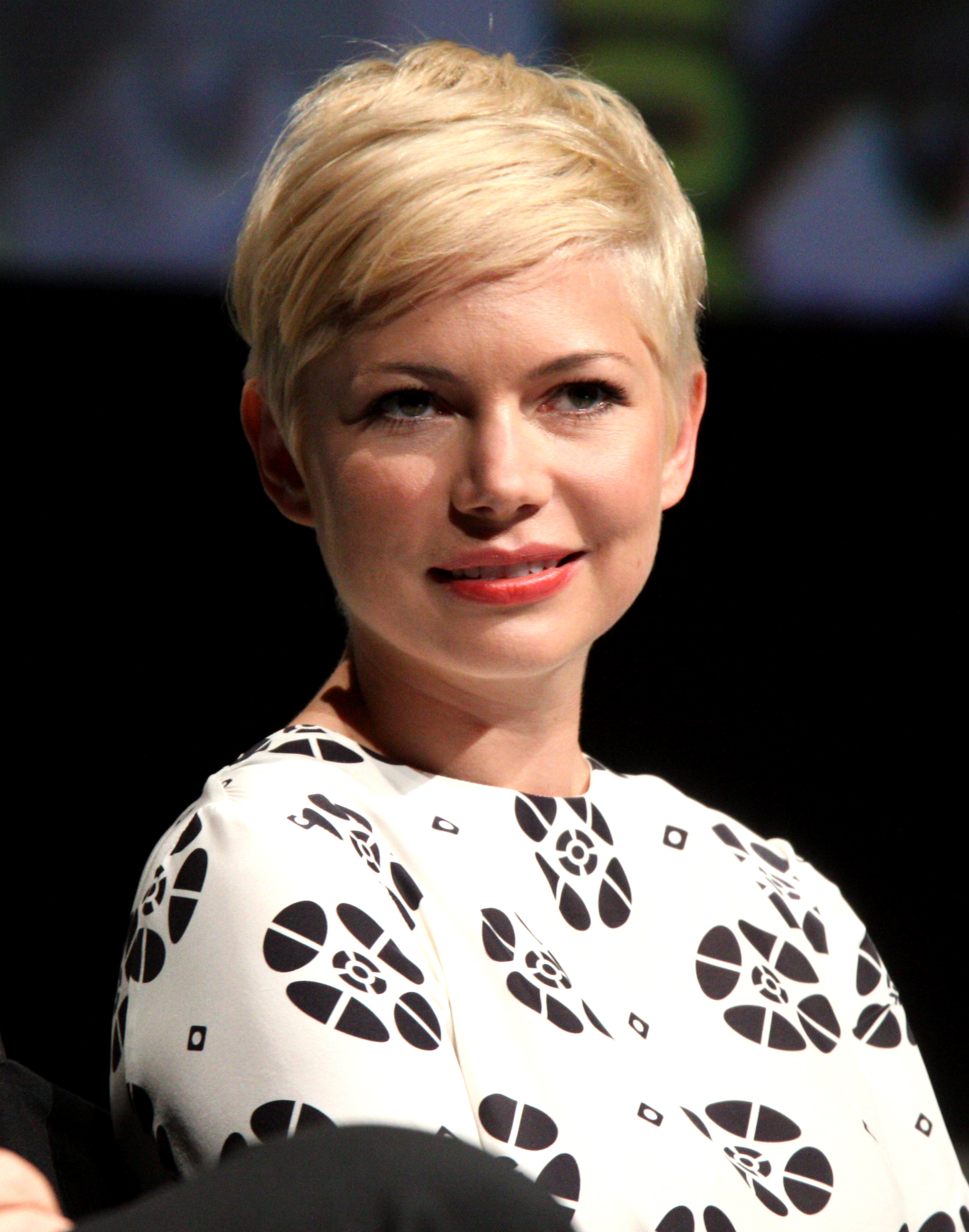
Michelle Williams ganó el premio a la mejor actriz por su papel en Blue Valentine (2010)

  - Sideways (2004): Mejor actor, director, película, guion, actor y actriz de reparto[2]
  - Moonlight (2016): Mejor película, director, guion, actor de reparto, fotografía y edición[3]
- 4 premios:
  - Milk (2008): Mejor película, director, actor y guion original[4]
  - Boyhood (2014): Mejor película, director, actriz de reparto y edición[5]
- 3 premios:
  - Brokeback Mountain (2005): Mejor actor, director y película[6]
  - Little Children (2006): Mejor película, guion adaptado y actor de reparto[7]
  - The Social Network (2010): Mejor película, director y guion adaptado[8]
  - The Tree of Life (2011): Mejor película, director y fotografía
  - Birdman (2014): Mejor actor, actor de reparto y guion original
  - Mad Max: Fury Road (2015): Mejor director, edición y fotografía
  - Parasite (2019): Mejor director, guion original y película extranjera[9]